# Offerton Park
Offerton Park – osada (i civil parish istniejące w latach 2002-2011) w Anglii, w hrabstwie Wielki Manchester, w dystrykcie Stockport. Leży 13 km na południowy wschód od centrum miasta Manchester. W 2001 roku civil parish liczyła 3762 mieszkańców.